# Floresta Déré
A floresta Déré na Guiné é contígua com a floresta Tiapleu na Costa do Marfim, cobrindo 8.920 hectares e distante 15 quilômetros do Monte Nimba. 

## Descrição
Situada entre 7°32’50’’ e 7°38’ de latitude norte, e 8°10’50’’ e 8°18’ de longitude oeste, é um dos pontos mais orientais da zona florestal da Guiné. Com uma topografia bastante irregular, essa floresta contém pântanos, planícies e colinas que culminam no Monte Tiéton (742 metros). Comparável às florestas do Monte Nimba, a floresta Dére possui espécies vegetais de grande valor. Mamíferos de grande porte podem ser encontrados nela, contando com a presença do hipopótamo-pigmeu, que está em perigo de extinção, relatada em 2001. No começo dos anos ’90, ainda era chamada de "floresta negra" ("la forêt noire"), por causa das copas bastante densas, da fauna e flora exuberante, da sua importante rede hidrográfica incluindo inúmeras nascentes e das atividades realizadas em seu interior pelos habitantes locais. Infelizmente, a presença humana na floresta Déré teve um aumento significante. As pessoas invadiram toda a área, desmatando e destruindo a floresta para a agricultura.